# We Are Beautiful, We Are Doomed
We Are Beautiful, We Are Doomed ist das zweite Studioalbum der walisischen Indie-Pop-Band Los Campesinos!. Es wurde im Vereinigten Königreich am 27. Oktober 2008 von Wichita Recordings veröffentlicht. Es erschien nur 30 Wochen nach ihrem Debütalbum Hold on Now, Youngster… und enthält zehn komplett neue Tracks. Es gab keine Singleauskopplungen. Das Album wurde im Juni 2008, innerhalb von elf Tagen, mit John Goodmanson in seinem Studio in Seattle aufgenommen.
Der Titel des Songs Between an Erupting Earth and an Exploding Sky ist eine Anspielung auf eine Zeile in dem Roman Timequake von Kurt Vonnegut.
Der Song Miserabilia kam auf den 94. Platz von den besten Liedern aus dem Jahr 2008 beim Rolling Stone.
Die Band bezeichnet We Are Beautiful, We Are Doomed nicht als ihr zweites, vollständiges Album, sondern als ein Mini-Album oder eine „EEP“ (Extended EP).
Das Album beinhaltet eine Bonus-DVD mit einem 26-minütigen Video der Band auf Tour. Zudem sind zwei Ansteckbuttons und ein Mini-Poster enthalten.

## Titelliste
Alle Song wurde von Gareth und Tom geschrieben, sowie komponiert, außer bei denen etwas anderes vermerkt ist.
1. Ways to Make It Through the Wall – 4:12
2. Miserabilia – 3:15
3. We Are Beautiful, We Are Doomed – 3:54
4. Between an Erupting Earth and an Exploding Sky – 1:16
5. You'll Need Those Fingers for Crossing – 5:09
6. It's Never That Easy Though, Is It? (Song for the Other Kurt) – 2:21
7. The End of the Asterisk – 1:52
8. Documented Minor Emotional Breakdown #1 – 4:27
9. Heart Swells/Pacific Daylight Time – 2:37 (Tom, Neil, Gareth, Zac Pennington)
10. All Your Kayfabe Friends – 3:15

## Rezeption
Die Kritiken zum Album waren sehr positiv. Bei Metacritic hat das Album eine Durchschnittsbewertung von 82, basierend auf 22 Kritiken.